# Arc 1800

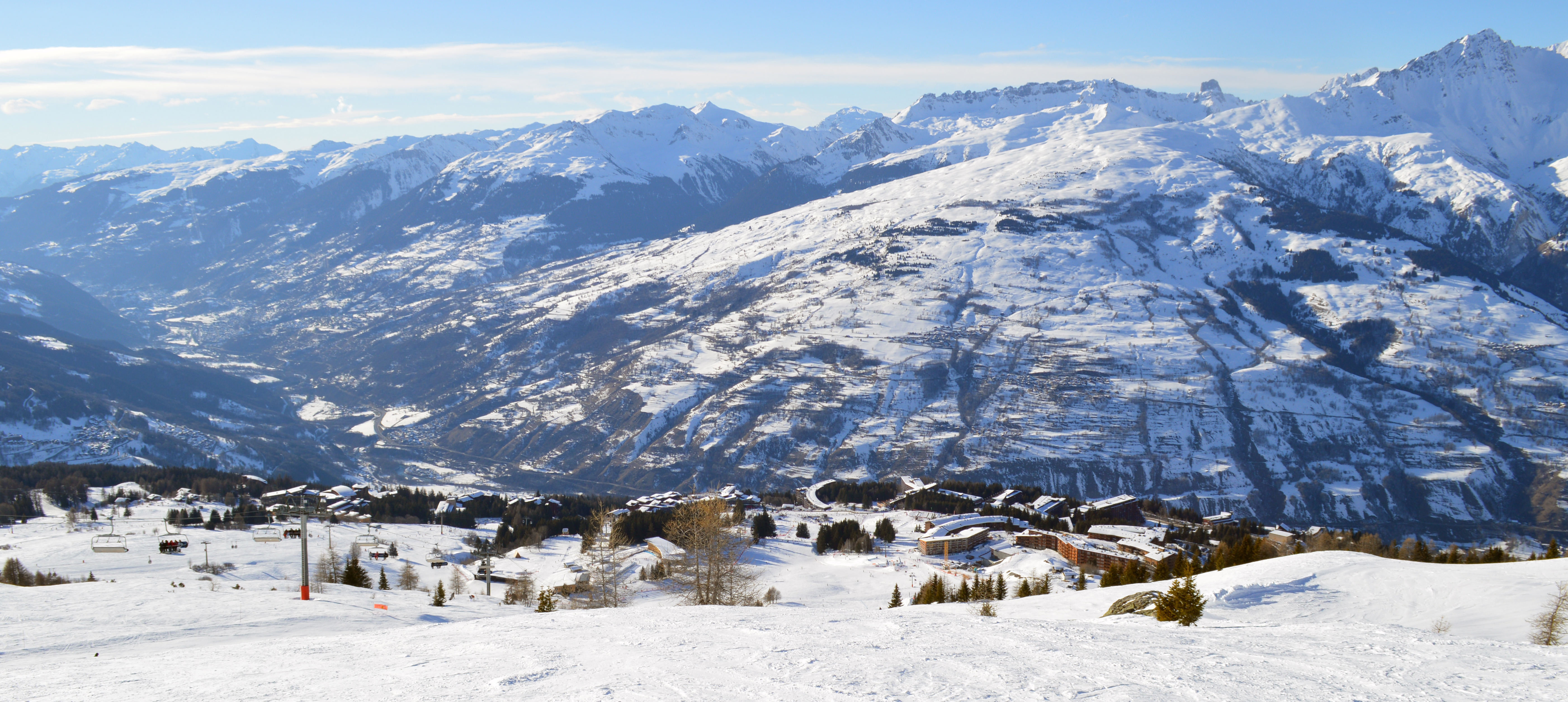
Vue d'ensemble d'Arc 1800 depuis les pistes.

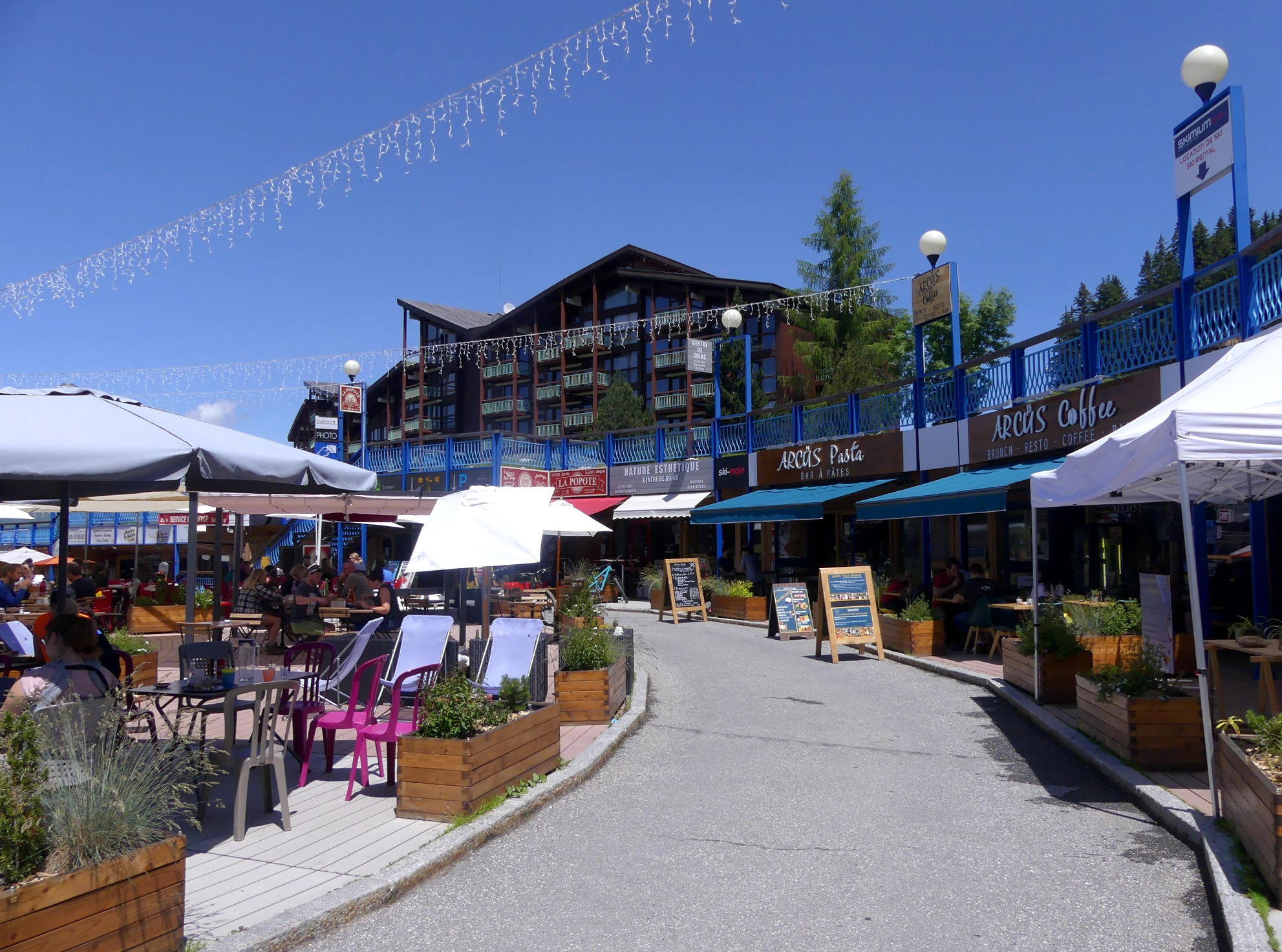
Commerces à Arc 1800-Les Villards en été.

Arc 1800 est un des sites de la station Les Arcs et se situe sur le versant nord du massif de la Vanoise en Tarentaise dans la partie est du département de la Savoie.
Deuxième site des Arcs à avoir été créé, Arc 1800 est une « station intégrée » dite de « 3e génération » et est installée sur la commune de Bourg-Saint-Maurice.
Ce site est situé sur le domaine skiable de Paradiski, qui relie Les Arcs/Peisey-Vallandry à La Plagne.

## Histoire

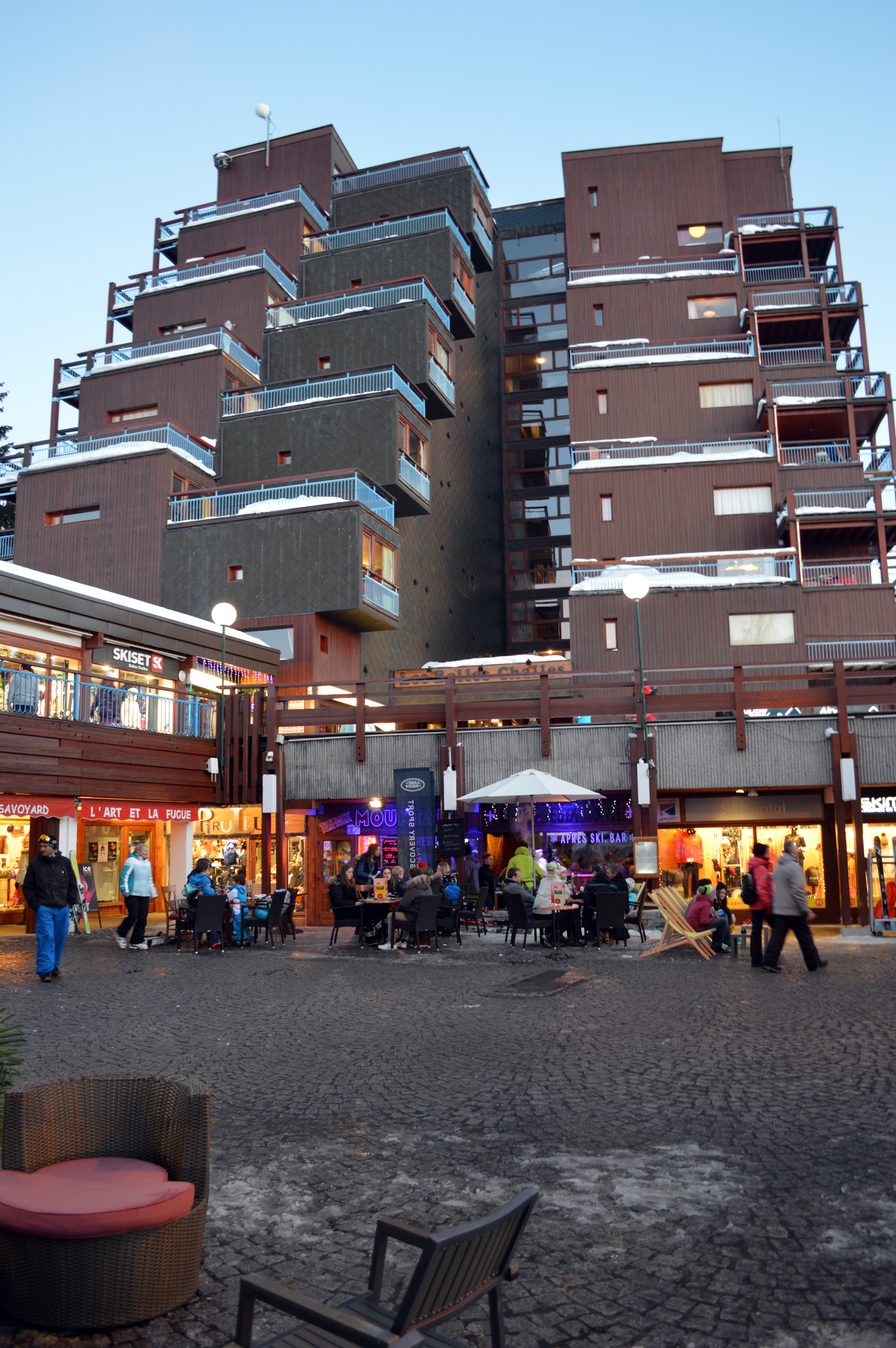
Architecture moderniste.

Arc 1800 est le deuxième site de la station des Arcs à avoir été construit, en 1974 juste avant la fin des Plans neige, après Arc 1600, et avant Arc 2000 et Arc 1950.
Respecter l'esprit des lieux. Bernard Taillefer
Arc 1800 se compose de quatre quartiers, (ou villages) qui possèdent, chacun, une architecture dédiée, s'adaptant aux lieux et à la pente. Les quatre ensembles constituant le site initial de Arc 1800 ne retirent rien à l'espace du domaine skiable :
Charvet : constitué principalement d'hôtels, de résidences. c'est un quartier animé
Charmettoger : construit au milieu des arbres avec une architecture qui lui est propre
Chantel : réunit un ensemble de chalets

Villards : est le centre des commerces.
Roger Godino voyait une station «intégrée», liant le sport à des activités culturelles. Charlotte Perriand
Charlotte Perriand crée tous les aménagements intérieurs des résidences en optimisant l'espace, sans rogner sur le confort tout en simplifiant les tâches domestiques et quotidiennes.
En 1975, Charlotte Perriand propose une salle de bains préfabriquée et des cuisines, préfabriquées également.

En 1973, Immeuble Bellecôte (en collaboration avec Alain Bardet, Gaston Regairaz, Atelier d'architecture en montagne), Immeubles Les Belles Challes, Les Lauzières (Roger Boulet, Daniel Jaulmes, Gaston Regairaz, Bernard Taillefer, Agence d'architecture en montagne) Immeuble Le Miravidi (Philippe Quinquet, Gaston Regairaz, Bernard Taillefer, Atelier d'architecture en montagne)

En 1974, L'hôtel du Golf(Alain Bardet, Jacqueline Eberarth, Jean-Pierre Mercier, Gaston Regairaz, Bernard Taillefer, Atelier d'architecture en montagne)
Les 250 chambres étaient groupées le long de deux rampes montantes et descendantes, l’une desservant le sud et l’autre le nord, espacées d’environ 50 cm, avec des passerelles de l’une à l’autre. Une signalisation faite de bandes colorées, rouges, vertes qui couraient sur les murs tout le long des circulations, aidant à s’y retrouver car la clé de la chambre comportait la couleur à suivre. Il n’y avait pas de balcon et sur les deux façades nord-sud s’inscrivait le graphique décalé des chambres, créant ainsi une certaine musicalité (Charlotte Perriand).

En 1976, l'Immeuble Le Pierra Menta (Roger Boulet, Bernard Taillefer, Atelier d'architecture en montagne)
En 1977, l'Immeuble La Nova (Gaston Regairaz, Atelier d'architecture en montagne), l'Immeuble Le Vaugella (Bernard Taillefer), l'Immeuble Les Arandelières (Bernard Taillefer, André Chedal)
En 1978, les Immeubles Les Tournavelles I et II(Bernard Taillefer, André Chedal)
En 1984, les Immeubles Les Mirantins 1, 2 et 3 (Bernard Taillefer, André Chedal)
En 1986, les Immeubles Aiguilles-Grives 1, 2 et 3 (Bernard Taillefer, André Chedal), l'Immeuble L'Archeboc (Bernard Taillefer, André Chedal)